# Санта Марија Рока (Кунео)
Санта Марија Рока је насеље у Италији у округу Кунео, региону Пијемонт.
Према процени из 2011. у насељу је живело 41 становника. Насеље се налази на надморској висини од 493 м.